# Salutation
Salutation (lat. salutatio, "hilsen") er præstens hilsen til menigheden ved gudstjenestens begyndelse ("Herren være med eder!").
Skønt grundbetydningen er den samme, skelner man mellem salutation og salutering (det at hilse med kanonsalve eller med håndvåben).